# Жил Масне
Жил Масне (фр. Jules Massenet; 12. мај 1842 — 13. август 1912) је био француски композитор. Најпознатији је по својим операма, које су биле веома популарне крајем 19. и почетком 20. века; након тога су пале у заборав, али су имале периодичне препороде од средине седамдесетих година.

## Биографија
Масне је рођен у Монтоу, тада малом селу, а данас делу града Сент-Етјен. Када је имао једанаест година његова породица се преселила у Париз, тако да је могао да студира на Конзерваторијуму. Године 1862. освојио је Римску награду (Grand Prix de Rome) и провео је три године у Риму. Његова прва опера у једном чину изведена је у Opéra-Comique 1867, али његов драматични ораторијум Marie-Magdeleine донео му је похвале Чајковског и Гуноа.
Масне је прекинуо са компоновањем како би служио као војник у француско-пруском рату, али се након завршетка сукоба 1871. године вратио својој уметности. Од 1878. био је професор композиције на Париском конзерваторијуму. Највећи успех постигле су његове опере Manon (1884), Werther (1892) и Thaïs (1894). Међу каснијим запаженим операма истичу се Le jongleur de Notre-Dame (1902) и Don Quichotte (Монте Карло, 1910).
Поред опера, Масне је компоновао концерте, балетску музику, ораторијуме, кантате и око двеста песама. Нека од његових невокалних остварења постигла су широку популарност и често се изводе: Méditation religieuse из опере Thaïs, Aragonaise из опере Le Cid и Élégie за соло клавир.

## Стваралаштво

### Опере
- La grand'tante - 1867
- Don César de Bazan - 1872
- Le roi de Lahore - 1877
- Hérodiade - 1881
- Manon - 1884
- Le Cid - 1885
- Esclarmonde - 1889
- Le mage - 1891
- Werther - 1892
- Thaïs - 1894
- Le portrait de Manon - 1894
- La Navarraise - 1894
- Sapho - 1897
- Cendrillon - 1899
- Grisélidis - 1901
- Le jongleur de Notre-Dame - 1902
- Chérubin - 1903
- Ariane - 1906
- Thérèse - 1907
- Bacchus - 1909
- Don Quichotte - 1910
- Roma - 1912
- Panurge - 1913
- Cléopâtre - 1914
- Amadis - 1922

### Ораторијуми и кантате
- David Rizzio - 1863
- Marie-Magdeleine - 1873
- Ève - 1875
- Narcisse - 1877
- La Vierge - 1880
- Biblis - 1886
- La Terre Promise - 1900

### Балети
- Le Carillon - 1892
- Cigale - 1904
- Espada - 1908
- L'histoire de Manon (arr. Лејтон Лукас)- 1974

### Оркестарска дела
- Première suite d'orchestre - 1867
- Scènes hongroises - 1870
- Scènes pittoresques - 1874
- Scènes dramatiques - 1875
- Scènes napolitaines - 1876
- Scènes de féerie - 1881
- Scènes alsaciennes - 1882
- Fantaisie pour violoncelle et orchestre - 1897
- Concerto pour piano et orchestre - 1903